# René Imoberdorf

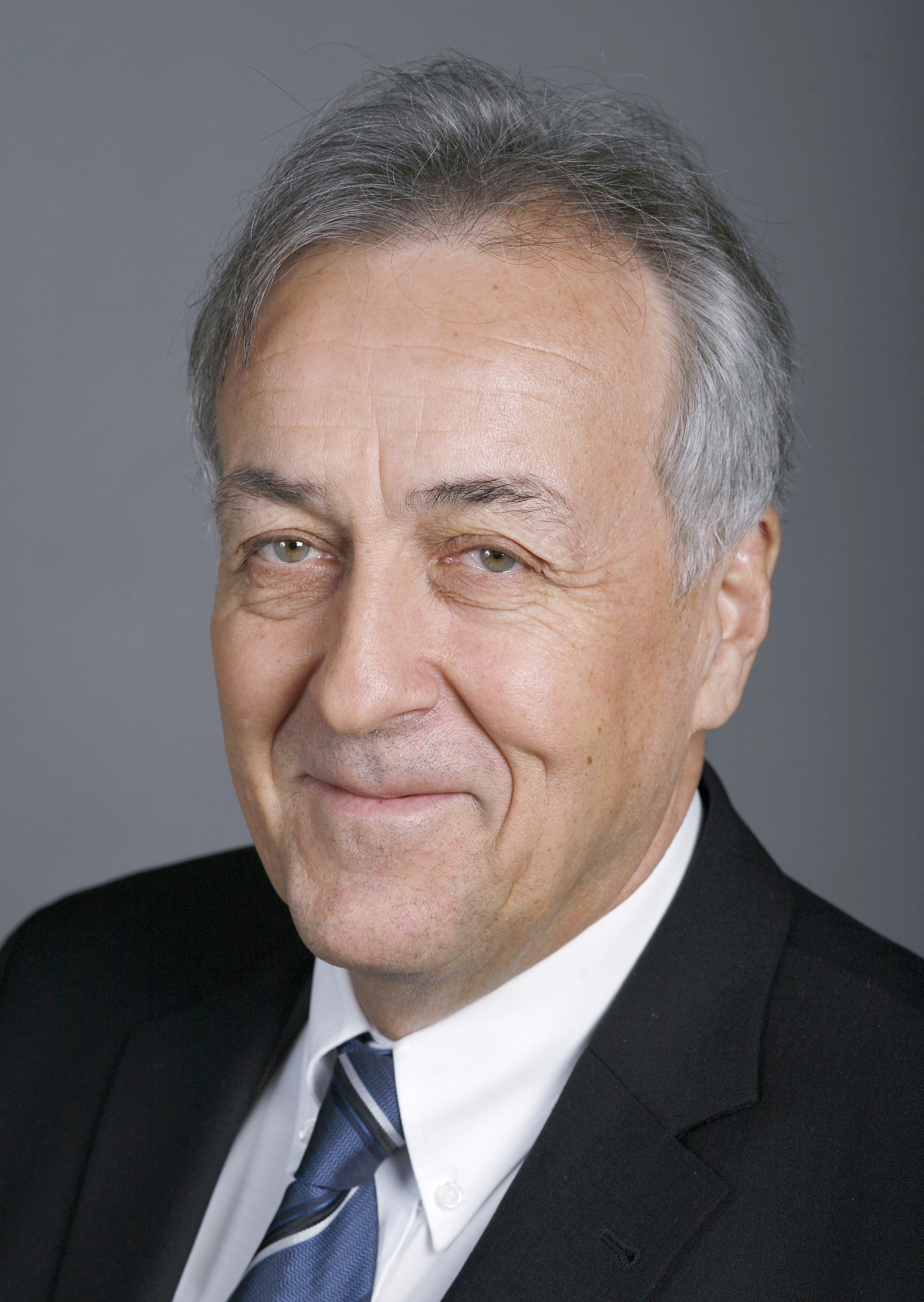
René Imoberdorf

René Imoberdorf (* 24. April 1950 in Münster; heimatberechtigt ebenda) ist ein Schweizer Politiker (CSP).

## Biografie
Imoberdorf ist Mitglied der Christlichsozialen Volkspartei Oberwallis (CSPO). Von 1992 bis 2000 war er Gemeinderat (Exekutive) in Visp. Von 2001 bis 2011 war er Gemeindepräsident. Von 2001 bis 2007 war er zudem Mitglied des Grossen Rates des Kantons Wallis.
Bei den Wahlen 2007 wurde er vom Kanton Wallis in den Ständerat gewählt. Dort wurde er Mitglied der Geschäftsprüfungskommission, der Kommission für Umwelt, Raumplanung und Energie sowie der Kommission für Verkehr und Fernmeldewesen. Nach einer Wiederwahl 2011 trat er im Jahr 2015 nicht mehr an.
Imoberdorf lebt in Visp, ist geschieden, hat zwei Kinder und bekleidete in der Schweizer Armee den Rang eines Majors.

## Politische Ämter
- Gemeinderat von Visp (1993–2000)
- Gemeindepräsident von Visp (2001–2011)
- Grossrat (2001–2007)
- Ständerat (2007–2015)